# Invariant (matematika)

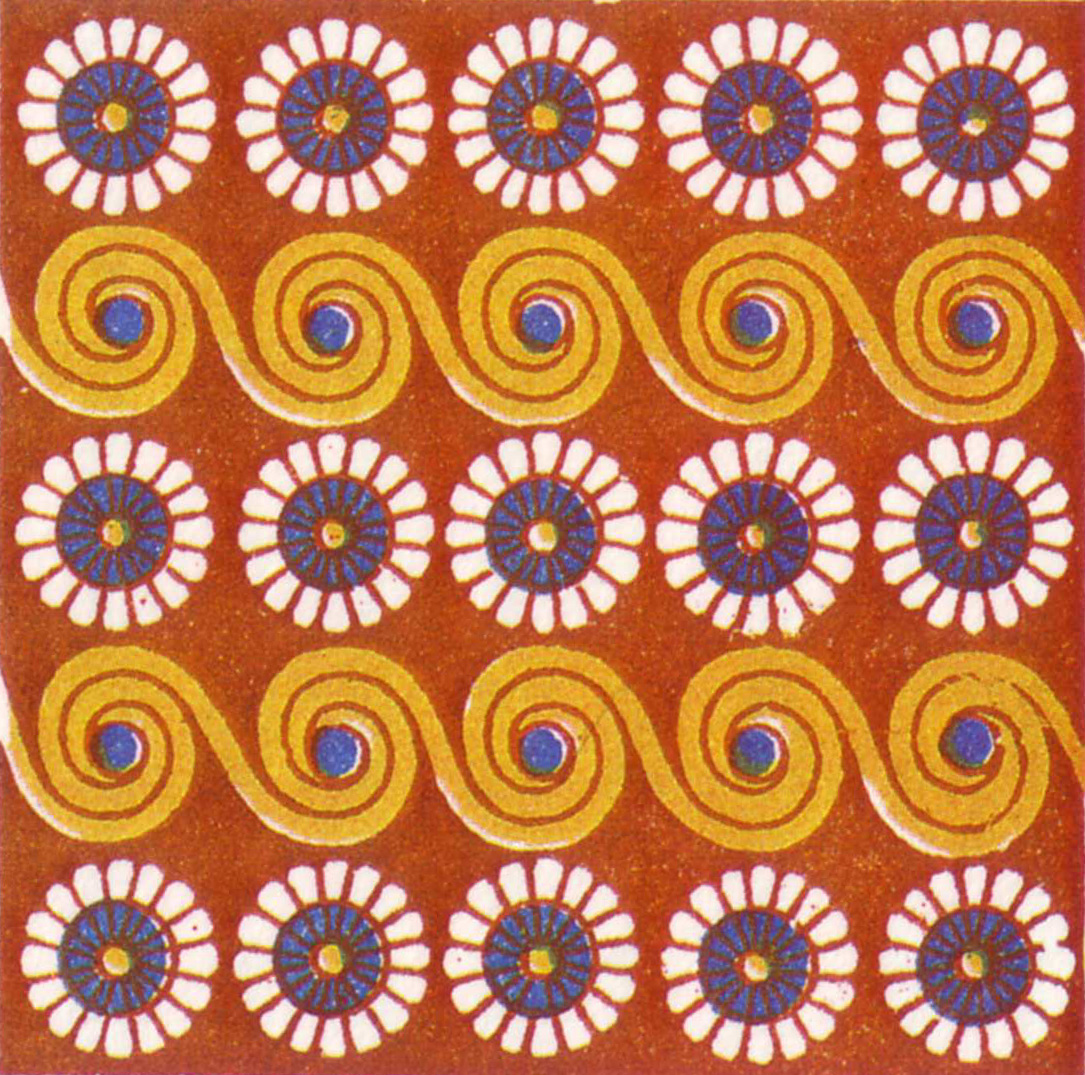
Příklad invariantu (při horizontální a vertikální translaci a rotaci o 180° se nemění)

Invariant je v matematice nějaká vlastnost, která se transformacemi nemění.

## Definice
Pro ekvivalenci na množině A je invariant funkcí {\displaystyle f\colon A\to B}, která je konstantní na třídách této ekvivalence, tedy není závislá na výběru prvku ze třídy.[zdroj?]

## Příklady
- Vzdálenost mezi dvěma čísly na číselné ose, je invariantní vůči přičtení stejné hodnoty k oběma číslům. Násobení tuto vlastnost nemá.
- Reálná část a absolutní hodnota komplexního čísla jsou invariantní vůči komplexnímu sdružení.
- Úhel a velikost vektoru je invariantem vůči ortogonálním transformacím.
- Determinant, stopa, vlastní vektory a vlastní čísla čtvercové matice jsou invarianty při změnách báze.